# Laurence Boschetto
Laurence Boschetto (Boston, 28 luglio 1954) è un dirigente d'azienda statunitense.
Ha conseguito il baccellierato nel 1976 e il Master of Business Administration nel 1980, presso lo Iona College di New York, una scuola privata cattolica fondata dalla Congregazione dei Fratelli cristiani.
È Senior Advisor dell'Interpublic Group of Companies, gruppo di agenzie di comunicazione ad azionariato diffuso, e, all'interno di questo gruppo, è Presidente e Amministratore delegato della Draftfcb, una delle più estese reti di agenzie di comunicazione a livello mondiale, ruolo assunto dal febbraio 2009, dopo essere stato presidente e direttore operativo dal giugno 2006.
Partner in affari con Steven Kinder, nei primi anni della sua carriera ha iniziato come vicepresidente e direttore della comunicazione a livello di gruppo per la Manufacturers Hanover Trust, una delle maggiori banche d'affari di New York fin dagli anni '20. Rivestì poi la carica di vicepresidente esecutivo della pianificazione strategica e del servizio al cliente per l'agenzia di promozione finanziaria Edwin Bird Wilson di New York. Fu uno dei soci fondatori della Adler Boschetto Peebles, acquisita dalla Draft nel 1997. 

Sostenitore dello sviluppo dei sistemi di analisi dei dati, è stato direttore generale della sede della Draft di New York, finché nel giugno 2006 questa non si è fusa con la Foote, Cone & Belding, per formare la Draftfcb.
Dal 2008 è stato eletto membro della American Advertising Federation, che è la più antica associazione di categoria statunitense nel settore delle pubbliche relazioni e marketing, mezzi di comunicazione e pubblicità; e della Coalition for the Homeless, la più antica organizzazione non a scopo di lucro a tutela del diritto ad un riparo e al voto delle persone senzatetto, dove supporta lo First Step program che offre un'occupazione alle donne che hanno perso le loro case.